# Egor Krimets
Egor Krimets (27 de janeiro de 1992) é um futebolista profissional usbeque que atua como defensor.

## Carreira
Egor Krimets representou a Seleção Usbeque de Futebol na Copa da Ásia de 2015.